# Deutsche Elektrolyt-Kupfer-Notierung für Leitmaterial
Die Deutsche Elektrolyt-Kupfer-Notierung für Leitmaterial (DEL-Notierung) ist eine börsenabhängige Preisangabe für Kupfer zu Leitzwecken (Reinheit 99,5 %). Bei der Kabel- und Leitungsproduktion ist sie eine wichtige Kenngröße zur Berechnung des tagesaktuellen Preises.
Die Angabe erfolgt in Euro pro 100 Kilogramm.

## Ermittlung
Die DEL wird börsentäglich im Auftrag der Schutzvereinigung DEL-Notiz e. V. von einem Treuhandbüro aus der offiziellen Kupfer-Kassa-Notierung der London Metal Exchange (LME), dem Formataufpreis (der sogenannten Kathodenprämie) und dem Bloomberg FX Fixing Frankfurt 14.00 Uhr (BFIX) berechnet.
Die Kathodenprämie ermittelt sich aus den Meldungen der wesentlichen Verarbeiter und Produzenten von Leitkupfer. Die untere DEL-Notierung repräsentiert hierbei Lieferverträge, die auf Monatsdurchschnitt abgerechnet werden, während die obere DEL-Notierung für Lieferverträge angewendet wird, die auf die vorab unbekannte Tagesnotierung bzw. prompte Fixierung abgerechnet werden.

## Veröffentlichung ausgesetzt
Seit dem 14. Februar 2022 ist die Veröffentlichung der Metallnotierungen auf der Internetseite der Schutzvereinigung DEL-Notiz „bis auf Weiteres“ ausgesetzt. Hintergrund sind kartellrechtliche Probleme, die eine Fortführung in naher Zukunft unmöglich machen.